# De l'autre côté du miroir (émission de télévision)
Pour les articles homonymes, voir De l'autre côté du miroir (homonymie).
De l'autre côté du miroir est une émission française diffusée en 2003 et 2004 sur France 2. Sortie en CD et cassette audio sous le nom de Copie conforme, DVD et VHS, et animée par Patrick Sébastien qui avait décidé de faire revivre des moments inoubliables à des personnes qui rencontrent un proche disparu ou elles-mêmes, en se maquillant, en se grimant, en se transformant et en se déguisant afin de se glisser au maximum dans la peau de la célébrité choisie. Trois émissions et une émission "best of" ont été diffusées en 2003 et 2004. La première émission a été suivie par 5,1 millions de personnes, la seconde par 3,2 millions de personnes. Un échec d'audience pour France 2 qui n'a pas souhaité aller au delà de trois émissions. Le DVD n'est pas l'intégralité de l'émission.  

## Première émission  (Mardi 23 décembre 2003)
1. Salvatore Adamo face à lui-même
2. Michel Boujenah face à lui-même
3. Patrice Dard face à son père, Frédéric Dard
4. Yves Duteil face à Georges Brassens
5. Michel Galabru face à lui-même
6. Serge Lama face à lui-même
7. Georges Lautner face à Lino Ventura
8. Pierre Perret face à lui-même

## Deuxième émission (Mardi 30 décembre 2003)
1. Hugues Aufray face à lui-même
2. Marius Colucci face à son père, Coluche
3. Dani face à Serge Gainsbourg
4. Franck Fernandel et Vincent Fernandel face à leur père, Fernandel
5. Jean-Louis Foulquier face à Léo Ferré
6. Robert Hossein face à lui-même
7. Pascal Sevran face à François Mitterrand et Jean Ferrat
8. Michel Jonasz face à lui-même

## Troisième émission (Samedi 3 janvier 2004)
1. Charles Aznavour face à lui-même
2. Jean-Marie Bigard face à lui-même
3. Alice Dona et Jean-Michel Boris face à Gilbert Bécaud
4. Claude Brasseur face à son père, Pierre Brasseur
5. Carlos face à Joe Dassin
6. Jean-Pierre Coffe face à lui-même
7. Annie Cordy face à Bourvil
8. Claude Gensac face à Louis de Funès

## Liste des face-à-face inédits
1. Enrico Macias face à lui-même (Séquence diffusée partiellement en 2006 dans l'émission La Télé de Sébastien)
2. Claude Lelouch face à Jacques Brel (raté pour raison technique, de l'aveu même de Patrick Sébastien qui dut renvoyer Claude Lelouch tellement Patrick Sébastien avait honte de lui-même : ses fausses dents bougeaient, il fallait qu'il se fasse maigre ; néanmoins, des images des répétitions existent)
3. Benjamin Castaldi face à sa grand-mère, Simone Signoret (Benjamin Castaldi étant présentateur sur M6 à cette époque, les dirigeants de cette dernière ne voulaient voir aucun animateur de leur chaîne dans une émission de divertissement concurrente ; la diffusion a donc été annulée au dernier moment)
4. Alain Delon face à Jean Gabin (projet de Patrick Sébastien jamais concrétisé en raison de la peur d'Alain Delon de se retrouver face à Gabin)